# Wolfgang Seegrün
Wolfgang Seegrün (* 8. Februar 1934; † 3. Juli 2024) war ein deutscher Historiker und römisch-katholischer Theologe.

## Leben
Seegrün studierte Geschichte, Kirchengeschichte und Soziologie in Kiel, wo er 1965 in Geschichte promoviert wurde. 1966 wurde er dann Pastor in Hilter. Zum Dozenten für Kirchengeschichte und Bistumskunde am Priesterseminar Osnabrück wurde er 1969 ernannt. 1972 übernahm er kommissarisch das Archiv des Bistums Osnabrück. Nachdem Archiv und Registratur 1977 getrennt worden waren und das Archiv eigene Räume bekommen hatte, wurde er zum Archivleiter ernannt. Neben diesen Tätigkeiten war Seegrün, der in Georgsmarienhütte wohnte, auch als nebenamtlicher Pastor in der Heilig-Geist-Gemeinde in Oesede aktiv. Hier engagierte er sich besonders in der Jugendarbeit und war Präses in der KAB.
Er saß im Ehrenbeirat des Vereins für Geschichte und Landeskunde von Osnabrück und war Mitglied des Beirats der Görres-Gesellschaft.

## Schriften (Auswahl)
- Das Papsttum und Skandinavien. Bis zur Vollendung der nordischen Kirchenorganisation 1164 (= Quellen und Forschungen zur Geschichte Schleswig-Holsteins. Band 51). Wachholtz, Neumünster 1967, OCLC 460347443, (zugleich Dissertation, Kiel 1965).
- Das Erzbistum Hamburg in seinen älteren Papsturkunden (= Studien und Vorarbeiten zur Germania pontificia. Band 5). Böhlau, Köln/Wien 1976, ISBN 3-412-02976-9.
- Zwölf Jahrhunderte Bistum Osnabrück. Eine kleine Diözesangeschichte. Verlag Kirchenbote Osnabrück, Osnabrück 1979, OCLC 256265894.
- mit Theodor Schieffer: Germania pontificia sive repertorium privilegiorum et litterarum a Romanis pontificibus ante annum MCLXXXXVIII Germaniae ecclesiis monasteriis civitatibus singulisque personis concessorum, Provincia Hammaburgo-Bremensis (= Regesta pontificum Romanorum. Band 6). Vandenhoeck & Ruprecht, Göttingen 1981, ISBN 3-525-36030-4.
- Das apostolische Vikariat von Norddeutschland und Dänemark im Übergang von Laurent zu Lüpke (1839 – 41) (= Beiträge und Mitteilungen. Verein für Katholische Kirchengeschichte in Hamburg und Schleswig-Holstein. Band 1). Verein für Kath. Kirchengeschichte in Hamburg und Schleswig-Holstein, Lübeck 1987, ZDB-ID 1100771-0.
  - Das apostolische Vikariat von Norddeutschland und Dänemark im Übergang von Laurent zu Lüpke (1839 – 41) (= Beiträge und Mitteilungen. Verein für Katholische Kirchengeschichte in Hamburg und Schleswig-Holstein. Band 1). 2. Auflage, Matthiesen, Husum 1996, ISBN 3-7868-5101-8.
- Das Mittelalter (= Das Bistum Osnabrück. Band 1). Sadifa-Media, Kehl am Rhein 2000, ISBN 3-88786-147-7.
- mit Gerd Steinwascher: 350 Jahre Capitulatio perpetua Osnabrugensis (1650 – 2000). Entstehung, Folgen, Text (= Osnabrücker Geschichtsquellen und Forschungen. Band 41). Verein für Geschichte und Landeskunde von Osnabrück, Osnabrück 2000, ISBN 3-9806564-0-3.
- mit Inge Becher (Red.): Georgsmarienhütte. Junge Stadt – Alte Traditionen: Festschrift anlässlich 900 Jahre Kirche in Oesede, 825 Jahre Kloster Oesede, 135 Jahre Georgsmarienhütte, 25 Jahre Stadt Georgsmarienhütte. In: Beiträge zur Geschichte Georgsmarienhüttes und seiner Stadtteile, Band 2. Stadt Georgsmarienhütte, Georgsmarienhütte 1995, ISBN 978-3-9803658-2-6, 303 S.